# Yehuda Shalom
Yehuda Shalom é um matemático israelense, professor da Universidade de Tel Aviv.
Obteve um doutorado em 1998 na Universidade Hebraica de Jerusalém, orientado por Hillel Fürstenberg, com a tese Discrete Subgroups of Semisimple Lie Groups.
Foi palestrante convidado do Congresso Internacional de Matemáticos em Madrid (2006: The algebraization of Kazhdan’s property (T)).